# イトウシンタロウ (劇作家)
イトウ シンタロウ（本名：伊藤 伸太朗、旧芸名：伊藤 伸太郎）は、日本の劇作家、演出家。劇団「NICE STALKER（ナイスストーカー）」主宰。かつては俳優としても活動していた。静岡県出身。早稲田大学文学部卒業。

## 来歴
静岡県出身。早稲田大学文学部を卒業。大学在学中の1997年、楢原拓（現・チャリT企画主宰）、吉本菜穂子らと共にチャリT企画を結成。翌1998年、同大学の演劇研究会内ユニットとして旗揚げした。初期は主に俳優として「伊藤伸太郎」名義でチャリT企画の公演に出演していた。
2007年より、自身の創作ユニット「ITO SHINTARO IS A NICE STALKER」名義での活動を開始。俳優としての活動と並行して脚本・演出を手掛けるようになる。
2014年頃、同ユニットを正式な劇団として独立させ、「NICE STALKER（ナイスストーカー）」を結成し主宰となる。以降、東京都内の小劇場を中心に、劇作家・演出家として精力的に活動している。

## 人物・作風
劇団名「NICE STALKER」は、イトウ自身が「好きな女優に『芝居に出てください』とお願いするのは無害なストーカー行為だ」という考えに基づき、「害のないストーカー＝ナイスなストーカー」という意味で命名した。実際にキャスティングする際には、「つきあいたいと思う女優さんだけをオファーしている」と語っている。
創作においては、「個性的な女子」をフィーチャーした作品作りを一貫して行っている。出演者への徹底的な取材・インタビューに基づき、俳優自身のパーソナリティを色濃く反映させる「完全あて書き」と呼ばれる手法を用いる。
社会風刺を織り交ぜたコメディを得意とし、観客参加型の上演スタイルやWeb技術の活用、高校生との共同制作など、実験的でユニークな試みを続けている。公演後のアンケート内容をほぼ全文公開するなど、オープンな創作姿勢も特徴である。
俳優時代は「気持ち悪い人の役ばかりで、女の子と恋人になるような役のオファーは一度も来なかった」ことが劇団設立の動機の一つになったと語っている。

## 活動

### 劇作家・演出家として
主宰するNICE STALKERのほぼ全公演で脚本・演出を担当。

#### NICE STALKERでの主な公演
NICE STALKER#主な公演も参照。
- 女子と算数（2014年） - 旗揚げ公演。佐藤佐吉演劇祭2014+参加作品。2024年に10周年記念公演としてリメイク[要出典]。
- 神様の言うとおり2～夏の夜の夢の超特急～（2015年） - 観客がスマートフォン等でリアルタイム投票し、物語の展開が分岐するインタラクティブ演劇[3]。
- ロリコンのすべて（2015年） - 表現の自由と児童ポルノ規制をテーマにした社会派コメディ。第25回佐藤佐吉演劇賞で6部門を受賞[3][8]。2018年に再演[要出典]。
- 量子的な彼女（2016年） - 量子力学的要素を取り入れた恋愛劇。主演女優が佐藤佐吉演劇賞2016優秀主演女優賞を受賞[3]。
- 1999の恋人（2017年） - ノストラダムスの大予言をモチーフにした青春劇。劇団初の下北沢駅前劇場進出作品[6]。
- 本物高校生VS偽物高校生（2018年） - 畑澤聖悟作『修学旅行』を上演。現役高校生と大人の俳優が同じ役で競演するワークショップ形式の公演[要出典]。
- 暴力先輩（2019年） - ザ・スズナリにて上演。
- スペキュレイティブ・フィクション！（2021年） - 新型コロナウイルス感染症の世界的流行 (2019年-)の影響で延期を経て上演[要出典]。
- ロリコンとうさん（2023年） - 30人以上への取材をもとに執筆された社会派コメディ[9]。

#### その他の創作活動
- デジタルゲーム制作
  - 『ヤンデレ小杉』（2012年） - Android向けノベルゲーム。シナリオ・プログラム担当。3万ダウンロードを記録[3]。
  - 『いきなり魔王』（2016年） - ノベルゲーム。企画・シナリオ・ディレクション担当。ティラノゲームフェス2016準グランプリ受賞[3]。日英ゲーム翻訳コンテスト「LocJAM JAPAN」課題作品選出[要出典]。
- ラジオドラマ脚本
  - 青春アドベンチャー『SとF』（2024年11月、NHK-FM） - 全10回[10][11]。
  - 『変身してみるか、“憧れの君”』（2021年）[12]
- 戯曲オープンIP化
  - 2016年、東京芸術劇場アトリエイーストにて開催された「オープンIP展」で、過去作品の脚本をクリエイティブ・コモンズ・ライセンス下で公開した[3]。
- ワークショップ講師・審査員
  - 東京都、山梨県、茨城県、栃木県、兵庫県などで高校演劇大会の審査員やワークショップ講師を務める[2]。

### 俳優として
劇作家・演出家として活動する以前は、「伊藤 伸太郎」名義で俳優として活動。主にチャリT企画に所属し、多数の公演に出演した。

#### 主な出演舞台（チャリT企画）
- 『ジョージは思いつきでモノを言う』（2004年）
- 『アベベのべ』（初演版、2006年）[14]
- 『12人のそりゃ恐ろしい日本人』（2009年）[15]
- 『アンポテンツ』（β版リーディング公演：2010年2月、本公演：2010年4月-5月）[13][16]
- 『THE COBE[ザ・コーブ]』（2010年10月）[13]
- 『ネズミ狩り』（2011年3月）[13]
- その他、チャリT企画の公演に多数出演[12]。

#### テレビドラマ出演
- 『エゴイスト 〜egoist〜』（2009年、CX）[12]
- 『妻は警視総監4』（2009年、CX）[12]
- 『ブラッディ・マンデイ シーズン1』（2009年、TBS）[12]

## 受賞歴

### 個人
- 2015年：第25回佐藤佐吉賞 優秀脚本賞（『ロリコンのすべて』）[3][8]
- 2016年：ティラノゲームフェス2016 準グランプリ（優秀賞）（ノベルゲーム『いきなり魔王』）[3]

### 主宰劇団 NICE STALKER として
NICE STALKER#受賞歴を参照。

## 主な作品

### 舞台脚本・演出
※ NICE STALKER公演については#NICE STALKERでの主な公演およびNICE STALKER#主な公演を参照。

### ゲーム
- ヤンデレ小杉（2012年、Android） - シナリオ・プログラム
- いきなり魔王（2016年） - 企画・シナリオ・ディレクション

### ラジオドラマ脚本
- SとF（2024年、NHK-FM 青春アドベンチャー）